# Askeran (région)
Pour l’article homonyme, voir Askeran.
Askeran (en arménien Ասկերան) est une ancienne région de la république du Haut-Karabagh, dont la capitale était la ville d'Askeran. Pour l'Azerbaïdjan, son territoire relevait de ceux des raions de Khodjaly et Agdam.

## Géographie
La région s'étendait sur 1 196,3 km2 dans le centre-est du Haut-Karabagh.

## Histoire
À la suite d'une nouvelle offensive, la région est entièrement contrôlée par les forces azerbaïdjanaises en septembre-octobre 2023, ce qui entraîne l'exode des populations arméniennes vers l'Arménie.

## Démographie
En 2010, la population était estimée à 17 700 habitants.

## Géographie humaine
Outre la capitale Askeran (incluant la localité de Kyatuk), la seule communauté urbaine de la région, 41 communautés rurales étaient dénombrées :
- Aknaghbyur
- Armenakavan
- Astkhashen
- Avetaranots
- Aygestan
- Badara
- Berkadzor
- Dagrav
- Dashushen
- Dzhrakhatsner
- Harav
- Hilis
- Ivanian
- Karmirgyugh
- Khatchen
- Khachmach
- Khanabad
- Khantsk
- Khnatsakh
- Khndzristan
- Khramort
- Krasni
- Kyatuk
- Lusadzor
- Madatashen
- Mkhitarishen
- Moshkhmgat
- Nakhidzhevanik
- Nerkin Sznek
- Noragyukh
- Ovsepavan
- Parukh
- Rev
- Sardarashen
- Sarnakhbyur (y compris Dagraz)
- Sarushen
- Shosh
- Skhnakh
- Tsaghkashat
- Ukhtasar
- Vardadzor (y compris Aranzamin)
- Verin Sznek